# Нуль-індикатор
Нуль-індикатор (рос. нуль-индикатор, англ. null-indicator, нім. Nullindikator m, Null(an)zeiger m, Nullinstrument n) — прилад, яким виявляють нульове значення різниці порівнюваних величин. Як нуль-індикатор застосовують гальванометр, фотоелемент тощо.